# Unió Esportiva Olot
La Unió Esportiva Olot, S.A.D. es un club de fútbol español de la ciudad de Olot, en la provincia de Gerona, que milita en Segunda RFEF. Fundado bajo el nombre de Olot FC en 1921, pasó a llamarse Unión Deportiva Olot a partir del 1939 hasta que a finales de la dictadura tomó el nombre actual.

## Historia

### Antecedentes
Fue alrededor del año 1902 cuando se empezó a practicar el fútbol en Olot gracias a Joaquim Peris de Vargas. El 18 de agosto de 1912, Josep Joaquim Sacrest, Alfred Batlló i Batlló, y Joan Capdevila i Corominas, industriales barceloneses de pensamiento catalanista y relacionados con los Juegos Florales que veraneaban en Olot, fundaron el Olot Deportivo. El mismo año 1912 apareció el Sport Club Olotí, promovido por el farmacéutico Antoni de Bolòs i Vayreda y vinculado al Centro Católico. Era llamado el equipo de los carlinos.
En el año 1916 los dos clubes de fútbol habían desaparecido. En su lugar aparecieron los clubs Sporting Club y Renaixement Sportiu. El año 1919 se construyó un nuevo campo al Casal Marià y los dos clubes se fusionaron para formar la Agrupació Sport Olot.

### Olot FC
La UE Olot se crea el 14 de mayo de 1922 con el nombre de Olot Futbol Club, justo antes de la dictadura de Primo de Rivera. El primer campo que tuvo el club fue el Camp de l'Estació. En sus primeros años jugó en las categorías provinciales y en general, los resultados no fueron del todo buenos. El club empieza una buena relación con el RCD Espanyol de Barcelona, que se alargó hasta los años sesenta.

### UE Olot
La guerra civil española paraliza los campeonatos de fútbol, y el año 1939, después de la guerra, el equipo pasa a llamarse Unión Deportiva Olot para intentar añadir secciones deportivas a la entidad, aparte del fútbol. Durante el gobierno de Franco el club es obligado a cambiar sus colores (de los azulgrana al blanco) y a incorporar la bandera española al fondo del escudo. Durante esta época el Olot empieza a conseguir resultados y algunos ascensos importantes. En la temporada 1946-47 se celebra el 25.º aniversario del club. La temporada 1956-57, debido a la reestructuración de categorías, el equipo puede jugar, por primera vez, a Tercera División Española, y el equipo abandona el color blanco por el rojo a la camiseta y el azul al pantalón. Se hace muy buena temporada y se consigue jugar la promoción de ascenso a Segunda División contra el Club Esportiu Europa, pero no se consigue el ascenso. Durante los años noventa el club, ya catalanizado con el nombre actual Unió Esportiva Olot, empieza su decadencia y pasa de jugar a Tercera División la temporada 1993-94, a Primera Regional la temporada 2004-05.
La temporada 2008-09 el club consigue el ascenso de Primera Regional a Preferente Territorial, consolidando un proyecto que tiene el objetivo de recuperar las categorías perdidas y potenciar el fútbol base. La temporada 2009-10 se empieza en las instalaciones de la entidad, la escuela de tecnificación del FC Barcelona destinada a las comarcas de La Garrocha y el Ripollés. Esta temporada, el equipo queda en segunda posición de Preferente Territorial, y supera la promoción de ascenso a Primera Catalana después de superar a la Unió Atlètica d'Horta por 2-0 en la ida en Olot y empatar a 0 al barrio de Horta barcelonés. La temporada siguiente, a Primera División Catalana, el equipo consigue el ascenso a la Tercera División Española. Después de un primer curso que finaliza con la décima posición, los fichajes de hombres como Uri Santos o Carlos Martínez llevan al Olot a ser campeón del grupo catalán de Tercera el curso 2012-2013, con Julio Bañuelos en el banquillo. Una temporada que se inició con Antonio Rodríguez, 'Rodri', en el banquillo. El entrenador marcha en diciembre, para ser segundo de Raúl Agné en Cádiz, y Alex Terma, secretario técnico, hace de puente entre la marcha de Rodri (9 de diciembre de 2012) y la llegada de Bañuelos (enero de 2013).

En la fase de ascenso a la segunda división B, consiguiendo el ascenso por primera vez en la historia del club después de superar las 3 rondas, superando a la Arandina en la ronda final con derrota 3-2 en la ida y victoria 5-1 en la vuelta.

### Evolución del uniforme
|  |  |  |  |  |  |  |  |  |

## Organigrama deportivo

### Jugadores
Plantilla 2024-25

## Datos del club
- Temporadas en 1ª: 0
- Temporadas en 2ª: 0
- Temporadas en 2ªB: 6
- Temporadas en 3ª: 28

## Trofeos amistosos
- Trofeo Costa Brava: (2) 1981, 1982
- Trofeo Aigües Sant Aniol: (2) 2013, 2015
- Trofeo Gaspar Matas: (1) 2011